# Ermita de Santa Bàrbara de Vilafranca
L'ermita de Santa Bàrbara o Bàrbera de Vilafranca, edifici de transició entre el barroc i el neoclàssic, de finals del segle xviii, està situada a la sortida de la localitat, a l'avinguda del Llosar.

## Història
Quan es construeix la nova ermita de Sant Roc i el 5 de març de 1726 es trasllada la imatge del sant, l'edifici antic és dedicat a Santa Bàrbara, però el 8 de juny de 1768 la població, per les mancances de l'edifici, obté permís del bisbe per construir una ermita nova, en un lloc més accessible.
El 16 de juny de 1773 es col·loca la primera pedra i el 1794 ja estava conclosa. Utilitzada durant la guerra civil com a corral, el seu atri quedà trencat. En 1970 les restes de l'atri foren enderrocades, i a canvi, es pintà la façana i es construïren les escales d'accés.
Per raons formals el seu disseny podria correspondre al mestre d'obres Josep Dols.

## Arquitectura
És una església-saló, assentada sobre un podi, amb planta centralitzada més un rectangle més menut per a l'absis. Té tres naus de la mateixa altura i creuer, amb quatre pilars i dotze pilastres d'orde compost que sostenen les voltes, de creueria en els trams cantoners i de canó amb llunetes en la resta, i la cúpula bufada en el creuer. A l'exterior la coberta és de dos aiguavessos, amagant la cúpula.
Una senzilla porta d'arc mixtilini amb les dovelles superiors bicolors, emmarca una façana emblanquinada sols trencada per dues finestres al damunt de la porta, una rectangular i l'altra ovalada. Aquest frontis està rematat per una cornisa mixtilínia motllurada, amb pitxers i pinacles, i coronat per una espadanya.
L'interior, restaurat recentment, conserva els frescos originals. Així, en la part frontal del temple es troba pintat el martiri de la santa, i en les quatre petxines de la cúpula trobem a quatre santes verges de l'antigüitat (Santa Caterina, Santa Apol·lònia, Santa Quitèria i Santa Casilda). La resta també està decorat amb elements florals i geomètrics.

## Festivitat i tradicions
La festa litúrgica és el 4 de desembre, i és el dia 6 de desembre quan Vilafranca recorda a la santa amb una missa solemne en el seu honor.